# Aboubacar Sylla (ministre)
Pour les articles homonymes, voir Sylla (homonymie).
Aboubacar Sylla, né le 12 mai 1953 à Pita (Moyenne Guinée), est un homme politique guinéen, ingénieur des mines, administrateur civil et ancien ministre d'État ministre des transports,.

## Parcours professionnel
Né à Pita, Aboubacar Sylla a fait un stage à l’Institut international d’administration publique (HAP) de Paris (France).
Aboubacar Sylla a occupé de nombreux postes dans l’administration publique guinéenne de 1981 à nos jours.

### Secteur public
De 1981 en 1986, il est chef de division des matériaux de construction au ministère de l’Industrie et cumulativement directeur du projet de la cimenterie de Souguéta.
Entre 1986 à 1988, il est conseiller technique du ministre des ressources humaines, de l’industrie et des PME.
De 1988 à 1990, il est secrétaire général du ministère de l’Industrie, du Commerce et de l’Artisanat.
De 1990 à 1991, il est secrétaire général du ministère de l’Information, de la Culture et du Tourisme, puis celle du ministère de la Communication entre 1991 à 1992. De 1996 à 1999, conseiller économique du Premier ministre.
Aboubacar Sylla a également occupé d’autres responsabilités entre 1987 à 1990, notamment  président du conseil d’administration de plusieurs sociétés a savoirs: la SOMIAG (Société de Minage et d’Agrégats de Guinée) entre 1987 à 1989, la SALGUIDIA (Société arabe libyo-guinéenne pour le développement industriel et agricole) entre 1988 à 1990 et l’UGAR (Union guinéenne d’assurance et de réassurance) entre 1989 à 1995.

## Ministre
Entre mai et décembre 2006, il devient ministre de l'information, puis ministre de la communication, porte-parole du gouvernement entre février et décembre 2010.
Il est ministre d'État ministre des transports du 26 mai 2018 dans le gouvernement de docteur Ibrahima Kassory Fofana jusqu'à la chute pouvoir le 5 septembre 2021.

### Secteur privé
Il est le fondateur et administrateur général du groupe de presse guinéen (l’imprimerie du sud, l’indépendant, l’indépendant plus, le démocrate, le républicain) de 1992 à 1996, également fondateur du complexe scolaire Sylla Lamine composé de trois établissements en 1999 à Conakry.

## Parcours politique
Président du parti politique union des Forces du Changement (UFC) depuis 2009 et porte parole de l’alliance pour le développement et le progrès (ADP), de l’opposition républicaine et l’alliance pour l’alternance démocratique entre 2011 à 2015.
Le 25 janvier 2025, il a été réélu à la présidence du parti UFC lors du congrès,.